# De blanke weduwe
De blanke weduwe is een striproman, geschreven en getekend door Paul Gillon. Het verscheen in het Nederlandse taalgebied in mei 2002 en werd met harde kaft door Dupuis uitgegeven in de collectie vrije vlucht.

## Het verhaal
Hoofdpersonen in dit verhaal zijn Valerie de Maximy en haar schoonbroer Frederic. Als Valerie na de fatale dood van haar echtgenoot verdwijnt start Frederic een zoektocht die hem kriskras door Europa voert.  